# Jelovice (Chorwacja)
Jelovice – wieś w Chorwacji, w żupanii istryjskiej, w gminie Lanišće. W 2011 roku liczyła 17 mieszkańców.